# Osiek (Pomerania)
Osiek (ted. Ossiek) è un comune rurale polacco del distretto di Starogard, nel voivodato della Pomerania.
Ricopre una superficie di 155,63 km² e nel 2006 contava 2 700 abitanti.